# Мицухаси, Аки
Аки Мицухаси (яп. 三橋 亜記, род. 12 сентября 1989, Курихара, Мияги) — японская хоккеистка (хоккей на траве), нападающий. Участница летних Олимпийских игр 2012 и 2016 годов. Бронзовый призёр летних Азиатских игр 2010 года.

## Биография
Аки Мицухаси родилась 12 сентября 1989 года в японском городе Курихара.
Начала заниматься хоккеем на траве в школе. Ещё в школьные годы попала в сборную Японии среди девушек до 18 лет.
Окончила университет Яманаси Гакуин, играла за его команду. С 2012 года выступает за «Кока-Кола Уэст Ред Спаркс».
В 2010 году в составе сборной Японии завоевала бронзовую медаль хоккейного турнира летних Азиатских игр в Гуанчжоу.
В 2012 году вошла в состав женской сборной Японии по хоккею на траве на летних Олимпийских играх в Лондоне, занявшей 9-е место. Играла на позиции нападающего, провела 6 матчей, забила 1 мяч в ворота сборной Нидерландов.
В 2013 году, играя за студенческую сборную Японии, выиграла бронзовую медаль хоккейного турнира летней Универсиады в Казани.
В 2016 году вошла в состав женской сборной Японии по хоккею на траве на летних Олимпийских играх в Рио-де-Жанейро, занявшей 10-е место. Играла на позиции нападающего, провела 5 матчей, мячей не забивала.